# Abbellimento
Un abbellimento, nella notazione musicale, è una nota o un gruppo di note, dette accessorie, di fioritura, ornamentali o ausiliarie, inseriti nella linea melodica con funzione non strutturale, ma decorativa e/o espressiva. Il termine è passato poi a designare il complesso delle note aggiunte per variare una frase musicale in forma di melisma, avendo tutti gli abbellimenti come origine comune l'imitazione della voce. Dagli "accenti" (M. Mersenne, 1637) «inflessioni o modificazioni della voce o della parola con cui si esprimono le passioni e gli affetti naturalmente o con artifizio». Le origini risultano essere molto antiche e spesso non correlate da precisa documentazione. Nel 1700 raggiunsero nella musica, specie clavicembalistica, il massimo splendore.
È per lo più indicato mediante note più piccole rispetto a quelle facenti parte di un brano o ponendo dei simboli sopra la nota reale alla quale si appoggiano. L'interpretazione degli abbellimenti presenta difficoltà di comprensione dei simboli, il cui significato può variare in relazione alle varie epoche e ai diversi autori, nonché di ordine estetico, in quanto lasciano all'esecutore un certo margine di discrezionalità.
Fin dal loro uso in tempo barocco in Italia furono anche chiamati fioriture e aggraziature, in Francia agréments, in Germania ornamenti.
I principali tipi ornamentali sono: l'acciaccatura, l'appoggiatura, il gruppetto, il mordente, il trillo, l'arpeggio, il glissando, il tremolo, la cadenza e la fioritura.

## Introduzione
La maggior parte degli abbellimenti menzionati sopra risale al periodo barocco (XVII e XVIII secolo), epoca nella quale sono stati più copiosamente impiegati.
Dal punto di vista storico la pratica di ornare le note lunghe della melodia con trilli e mordenti più o meno lunghi, in particolare nelle conclusioni delle frasi musicali, ha una funzione specifica negli strumenti a corde pizzicate o percosse (come il clavicembalo o il clavicordo), dove il rapido smorzamento delle note non permetterebbe di mantenere a lungo l'effetto di "tensione emotiva" dato da dissonanze prolungate che risolvono sull'accordo di cadenza (il cosiddetto ritardo armonico). Tuttavia la pratica degli abbellimenti risponde anche ad esigenze stilistiche più generali, tanto che le medesime formule di abbellimento delle cadenze si ritrovano anche nella letteratura organistica e per gli strumenti melodici come il violino, il flauto e l'oboe, e finanche nella musica vocale.
Ancor più dei segni di espressione, di dinamica e di fraseggio, gli abbellimenti, a causa della loro varietà e dell'associazione a uno o all'altro strumento musicale, sfuggono a qualsiasi tentativo di classificazione esaustiva. Ogni segno può avere diverse interpretazioni, che variano secondo l'epoca, il compositore o la forma della composizione. Lo studio di ciascuno strumento musicale include generalmente la conoscenza dei principali segni di abbellimento che sono ad esso associati.
Come conseguenza di tutto questo, qualsivoglia significato dei segni di abbellimento non ha mai valore assoluto, ma corrisponde grosso modo alle convenzioni oggi prevalentemente usate nelle edizioni musicali, convenzioni che si sono stabilizzate nella seconda metà del XVIII secolo e nelle epoche successive. L'esecuzione di ciascun abbellimento, comunque, è affidata alla competenza e alla sensibilità dell'interprete e non può essere solo il risultato di una traduzione meccanica. 
Le indicazioni e le proposte di risoluzione degli abbellimenti, più che alla prassi esecutiva contemporanea o storica, si riferiscono in genere alle norme impartite nei corsi dei conservatori, che rappresentano una forma sintetica e semplificata della prassi del periodo classico-romantico.

## Storia

### Nascita delle prime fioriture
Gli abbellimenti (in senso lato) esistono fin dall'epoca ellenico-romana. Il loro utilizzo si trova anche nelle musiche provenienti dall'Asia e nel canto gregoriano, così come nelle musiche sacre dell'XI e XII secolo.

### L'epoca rinascimentale e barocca
Fra la fine del XIV secolo e l'inizio del XV compaiono nella polifonia vocale (Ars subtilior) e nelle sue trascrizioni strumentali (ad es. nel Codice di Faenza) fioriture assai elaborate, sia melodicamente che ritmicamente. Nel XVI secolo la capacità di improvvisare fioriture di melodie preesistenti era considerata parte integrante del bagaglio tecnico di ogni strumentista: queste fioriture, dette passaggi, erano costruite a partire da un repertorio di schemi di diminuzione per ciascun intervallo melodico (per "diminuzione" si intende in questo contesto il "riempimento di un intervallo melodico con note di valore più piccolo"). Una delle prime opere che affronta in modo sistematico, attraverso esempi, la tecnica delle fioriture per gli strumenti a tastiera è il Fundamentum organisandi di Conrad Paumann (1452).

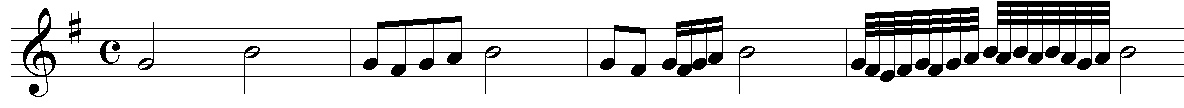
Esempi di alcune fra le possibili diminuzioni di un intervallo di terza ascendente (XVI secolo)

La sempre maggiore diffusione delle tecniche di fioritura in tutta Europa si manifesta nell'apparizione, fra la metà del XVI secolo e l'inizio del XVII secolo, di opere didattiche come la Fontegara (1535) e la Regula rubertina (1542) di Silvestro Ganassi (rispettivamente dedicati al flauto e alla viola da gamba); il Tratado de glosas di Diego Ortiz (per viola da gamba, 1553); il Transilvano (1593), trattato sulla diteggiatura dell'organo di Girolamo Diruta; la Selva de' varii passaggi di Francesco Rognoni Taeggio (per cantori e violinisti, 1620).
Tuttavia, ancora nelle prime sonate per strumento solo e basso continuo e nelle prime cantate solistiche, di area italiana (intorno al 1630), gli abbellimenti erano sporadicamente indicati nota per nota, e per il resto affidati all'improvvisazione dell'esecutore, senza alcuna indicazione. A quell'epoca i segni convenzionali di abbellimento erano pochissimi: nella musica per tastiera (ad esempio nelle raccolte inglesi per virginale) compaiono con grande frequenza due segni, consistenti in una o due barre oblique sul gambo della nota (simili alla moderna notazione del tremolo), di significato non univoco (il primo potrebbe rappresentare una sorta di acciaccatura di due note ascendenti, in battere; il secondo un mordente inferiore). Nella musica italiana si ritrova invece frequentemente una "T" indicante il tremolo, abbellimento allora consistente nella ripetizione più o meno rapida della stessa nota: il tremolo veloce riproduce l'abbellimento vocale detto ribattuta di gorgia (o semplicemente gorgia), ma esiste anche un tremolo lento su note lunghe, tipicamente violinistico, che consiste invece in una modulazione di intensità ottenuta variando ritmicamente la pressione dell'arco nel corso dell'arcata. Negli strumenti a fiato il tremolo veloce era ottenuto con una sorta di trillo lungo.
Solo verso la fine del XVII secolo inizia la codifica minuziosa delle forme "classiche" di abbellimento e l'introduzione di notazioni abbreviate, soprattutto in area francese: si vedano ad esempio L'Art de Toucher le Clavecin (1716) di François Couperin, i Principes de la flûte à bec ou flûte d'Allemagne, de la flûte traversière et du hautbois (1707) e L'art de préluder sur la flûte traversière (1719), entrambi di Jacques Hotteterre. Lo stile barocco italiano, viceversa, continua più a lungo ad affidare all'estro dell'esecutore l'impiego degli abbellimenti.
Il concetto di abbellimento, in epoca rinascimentale e barocca, include due categorie ben distinte. Le diminuzioni rinascimentali, incluse le formule di cadenza, si applicano a intervalli melodici, non a singole note. Già nel Rinascimento erano tuttavia in uso alcuni abbellimenti, detti galanterie (simili al mordente o al flattement di epoca barocca), che si applicano a singole note indipendentemente dal contesto melodico. Nel corso del periodo barocco le formule di abbellimento codificate "migrano" progressivamente dalla prima categoria alla seconda. Ad esempio l'abbellimento oggi noto come trillo (detto groppo o gruppo - cioè "nodo" - nel Rinascimento e nel primo barocco italiano, e semplicemente cadence nel barocco francese) nasce come formula di diminuzione di una cadenza melodica (quindi di un tono discendente oppure di un semitono ascendente), ma nella codifica del XVIII secolo tende ad allinearsi alle altre forme convenzionali di abbellimento di una nota (anche perché l'uso del trillo si sovrappone a quello del tremolo); lo stesso vale per il gruppetto e per l'appoggiatura (nello stile barocco francese del Settecento resistono ancora alcune eccezioni, come l'abbellimento detto tierce coulée, che si applica alle terze discendenti). Viceversa, le fioriture libere largamente presenti nella pratica barocca (in genere improvvisate dagli esecutori, ma talvolta fornite come "versioni alternative" dagli stessi autori, cfr. le Sarabande delle prime tre Suites inglesi di Johann Sebastian Bach) conservano il concetto rinascimentale di "abbellimento di una successione melodica" e non di singole note. È anche interessante notare che il vibrato (fr. flattement) era considerato in epoca barocca un abbellimento, non una tecnica sistematica di emissione. Al contrario, negli strumenti cordofoni a tastiera e a pizzico (come il clavicembalo o la tiorba) era uso corrente arpeggiare pressoché tutti gli accordi per graduarne l'impatto sonoro a fini dinamici ed espressivi, non come abbellimento: nella letteratura clavicembalistica, l'indicazione esplicita di arpeggio su una sequenza di accordi significava invece che ciascun accordo doveva essere spezzato in una successione di note veloci, secondo uno schema a scelta dell'esecutore.
Verso la metà del XVIII secolo la pratica degli abbellimenti è approfonditamente trattata, per gli strumenti a tastiera, nel Versuch über die wahre Art das Clavier zu spielen di Carl Philipp Emanuel Bach (1753); per il violino, nelle Regole per arrivare a saper ben suonare il violino di Giuseppe Tartini - ripreso da Leopold Mozart nel Versuch einer gründlichen Violinschule del (1756) - e in The art of playing on the violin (1751), di Francesco Geminiani; per il flauto, nel Versuch einer Anweisung die Flöte traversiere zu spielen (1752) di Johann Joachim Quantz.

### Nella musica romantica
A partire dal XIX secolo l'utilizzo degli abbellimenti diviene progressivamente più sporadico, ad esempio le notine che erano parte dell'abbellimento ridiventano note ordinarie, inserite nella melodia e nella misura della battuta, senza tuttavia scomparire del tutto. L'uso dell'abbellimento come tecnica di variazione di una melodia, ancora largamente presente nel periodo classico, viene progressivamente abbandonato anche in relazione a una nuova visione dei rapporti fra compositore, esecutore e brano musicale. Sul piano tecnico, inoltre, ragioni estetiche e motivi acustici legati alle crescenti dimensioni delle sale da concerto e dei teatri d'opera determinano l'adattamento di tutti gli strumenti musicali (e della tecnica vocale) nella direzione di una maggiore ampiezza dinamica, a scapito dell'agilità e della chiarezza di articolazione necessarie all'esecuzione di molti abbellimenti.
A causa di questo declino la tecnica dell'abbellimento ebbe successo alterno tra i grandi compositori ottocenteschi: se da una parte autori come Paganini, Beethoven e Liszt continuarono ad usarli, altri come Schumann e Mendelssohn ne limitarono l'uso a casi sporadici.
Un caso a parte merita Fryderyk Chopin: il compositore polacco ne fece un uso larghissimo, anche se strettamente "personale": con questo si intende che nelle sue scritture melodiche gli abbellimenti acquistarono un senso che fino a quel momento nessuno gli aveva mai conferito. Valzer, mazurche, polacche e opere quali i notturni furono esempi di uso copioso degli abbellimenti in una prospettiva pienamente romantica.

### Gli abbellimenti nell'opera lirica
Fin dal XVII secolo, fra i cantanti d'opera si diffuse la pratica di esibire il proprio virtuosismo e conquistarsi l'ammirazione del pubblico mediante l'aggiunta di abbellimenti (le cosiddette "fioriture"), soprattutto nella forma dell'aria col da capo, che imperò nel corso del XVIII secolo. Il pamphlet satirico Il teatro alla moda di Benedetto Marcello (1720) stigmatizza fra l'altro la pratica di introdurre tali fioriture ("passi", cioè diminuzioni, e "belle maniere", cioè abbellimenti) senza minimamente tener conto del carattere e dello stile dell'aria:
(Anonimo (Benedetto Marcello), Il teatro alla moda, Venezia 1720)
(Anonimo (Benedetto Marcello), Il teatro alla moda, Venezia 1720)
Fra la fine del XVIII secolo e l'inizio del XIX furono gli stessi compositori a inserire nelle arie d'opera lunghe fioriture e passaggi virtuosistici, anche nel tentativo di ricondurre il canto d'agilità entro criteri di coerenza stilistica, sottraendo spazio all'improvvisazione dei cantanti. Fu una tendenza che si affermò progressivamente nelle opere di Rossini, Bellini, Donizetti.
In seguito gli abbellimenti furono impiegati con crescente parsimonia e sempre più finalizzati a mettere a fuoco la psicologia dei personaggi. Così, ad esempio, in Mefistofele di Boito, gli abbellimenti sono riservati alla pazzia di Margherita ("L'altra notte in fondo al mare").

### Dal XX secolo ad oggi
Dall'inizio del XX secolo gli abbellimenti tradizionali pian piano scomparvero dalla scrittura musicale, tranne alcune eccezioni quali alcune Sonate per pianoforte di Stravinskij, che, rifacendosi ad uno stile neoclassico, ne ricercavano l'utilizzo.
In questo periodo, inoltre, gli abbellimenti sono stati oggetto di studio storico da parte della musicologia.

## Principali tipi di abbellimenti

### Acciaccatura

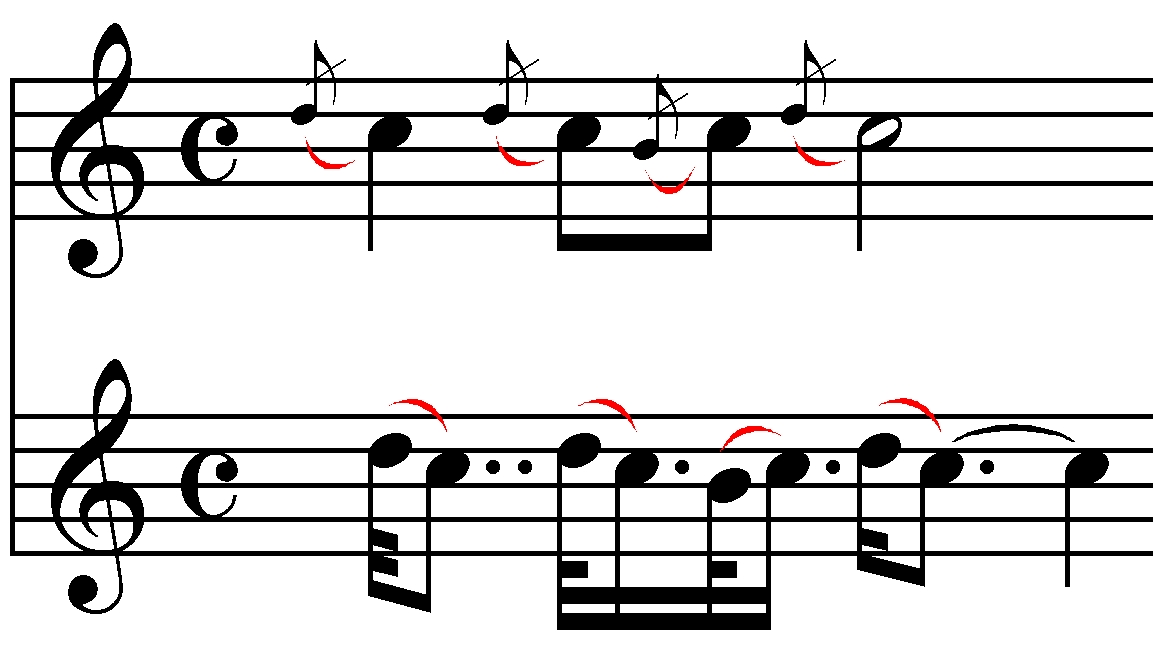
Acciaccature in battere con risoluzioni

L'acciaccatura (o appoggiatura breve in quanto definibile anche come un'appoggiatura dalla durata brevissima) è disegnata con una o più note di valore breve. Quando è una sola nota, essa è tagliata da una linea in diagonale, per distinguerla dall'appoggiatura. Nell'acciaccatura multipla invece le note sono due o più e vengono scritte con delle semicrome, biscrome, semibiscrome o fuse senza taglietto, legate alla nota reale. Il termine acciaccatura deriva dal verbo acciaccare che significa schiacciare; la nota piccola infatti toglie una frazione molto breve della durata della nota da essa preceduta o succeduta, la durata dell'esecuzione è quindi molto breve.
È possibile trovare acciaccature semplici, doppie, triple o intermedie; segni di appoggiature o acciaccature sono spesso frequenti, inoltre, prima degli accordi.
Le acciaccature erano eseguite per lo più in battere nel 1600, mentre prevalentemente in levare nel 1800.

### Appoggiatura
L'appoggiatura è una notina di espressione che precede la nota reale e prende il suo valore da essa. Può essere di qualsiasi valore purché minore della nota reale. Se l'appoggiatura è superiore può trovarsi a distanza di un semitono o un tono. Se è inferiore, solo a distanza di un semitono. Il valore di durata dell'appoggiatura è esattamente corrispondente alla figura con la quale è segnata.
Nei tempi composti quando l'appoggiatura si trova davanti all'unità di movimento prende, generalmente, due terzi del valore della nota puntata. Fa eccezione il caso in cui in una misura composta la nota reale è costituita da una minima col punto. In questo caso, l'appoggiatura prende la metà del valore della nota reale.

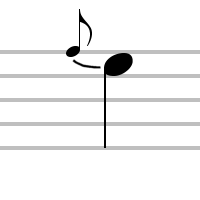
Appoggiatura superiore sul Mi

#### Descrizione
L'appoggiatura è un tipo di abbellimento che consiste in una nota (di dimensioni ridotte) anteposta ad un'altra nota, o ad un accordo.
L'appoggiatura può essere:
- superiore: quando si trova al di sopra della nota reale; in genere sta ad un intervallo di seconda minore o maggiore;
- inferiore: quando si trova ad un intervallo di seconda minore o maggiore al di sotto della nota reale.

La nota piccola toglie alla nota successiva un valore all'incirca uguale al proprio. Nel caso, però, in cui un'appoggiatura si trovi davanti ad una nota puntata, che rappresenti unità di tempo o di misura, quest'ultima viene sottratta generalmente di due terzi del proprio valore.
L'appoggiatura viene praticamente sempre eseguita in battere (legando con la nota successiva); in tal modo, alla sua evidente funzione ornamentale melodica, si aggiunge una funzione di arricchimento armonico, poiché essa costituisce in genere un elemento estraneo all'armonia della nota successiva. Ciò spiega anche il motivo per cui l'appoggiatura procede il più delle volte per grado congiunto; è questo, infatti, il movimento melodico tipico per la risoluzione di una dissonanza.
In molti casi le edizioni moderne di partiture barocche, o anche classiche (come nel caso della diffusissima edizione delle sonate per pianoforte di Mozart curata da Casella) presentano direttamente la risoluzione delle appoggiature originali, il che, se da un lato alleggerisce la lettura, dall'altro comporta un'evidente perdita di informazioni sulla struttura della linea melodica.

#### Origine storica
L'origine del fioretto denominato appoggiatura trae le sue origini da alcune forme ornamentali che vennero introdotte verso l'XI secolo dai cantori medievali nei canti gregoriani, spesso anche di difficile esecuzione. Da due di queste, dette epiphonus e cephalicus, derivò la plica, che a sua volta dette origine all'appoggiatura.

### Gruppetto

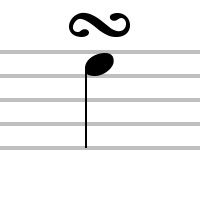
Segno convenzionale per il gruppetto diretto

La prima apparizione del gruppetto risale alla seconda metà del XIII secolo, nelle opere del compositore francese Adam d'Arras.
Il gruppetto è un abbellimento che alterna alla nota reale la sua nota superiore e inferiore. Se viene eseguita prima la nota superiore il gruppetto è detto diritto o diretto, viceversa se viene eseguita prima la nota inferiore il gruppetto è detto rovesciato.
Il gruppetto può partire dalla nota reale o dalle note contigue, consistendo nei due casi rispettivamente di cinque o quattro note.
Il simbolo per il gruppetto rovesciato è la riflessione speculare di quello per il gruppetto diretto.
Il gruppetto può essere:
- su una singola nota;
- tra due note di stessa altezza: viene generalmente eseguito come una terzina o, fondendo la nota fondamentale e quelle dell'abbellimento, in una quartina;
- tra due note di differente altezza: viene eseguito come parte del valore della prima nota, e lo si può sviluppare come quartina o come quintina;

In base al ritmo, il gruppetto può avere le seguenti caratterizzazioni:
- su una nota puntata: viene eseguito come una quartina se è sulla nota reale;
- su una nota puntata con ritmo binario: viene eseguito in genere come una terzina e sul punto cade la nota reale;
- su una nota puntata o legata che indica l'unità di un tempo nelle misure ternarie o di tempo composto: viene eseguito al posto del punto o della nota legata;
- in un ritmo sincopato: viene eseguito sul tempo forte;
- su una nota il cui abbellimento inizia con una nota della stessa altezza della nota reale: viene eseguito con la nota reale al fine di non interrompere l'andamento della melodia, l'abbellimento è quindi di cinque note;
- nei tempi veloci: è in genere una quartina o una quintina che occupa tutto il valore della nota ornata;
- in un accordo: viene eseguito insieme all'accordo.

### Mordente

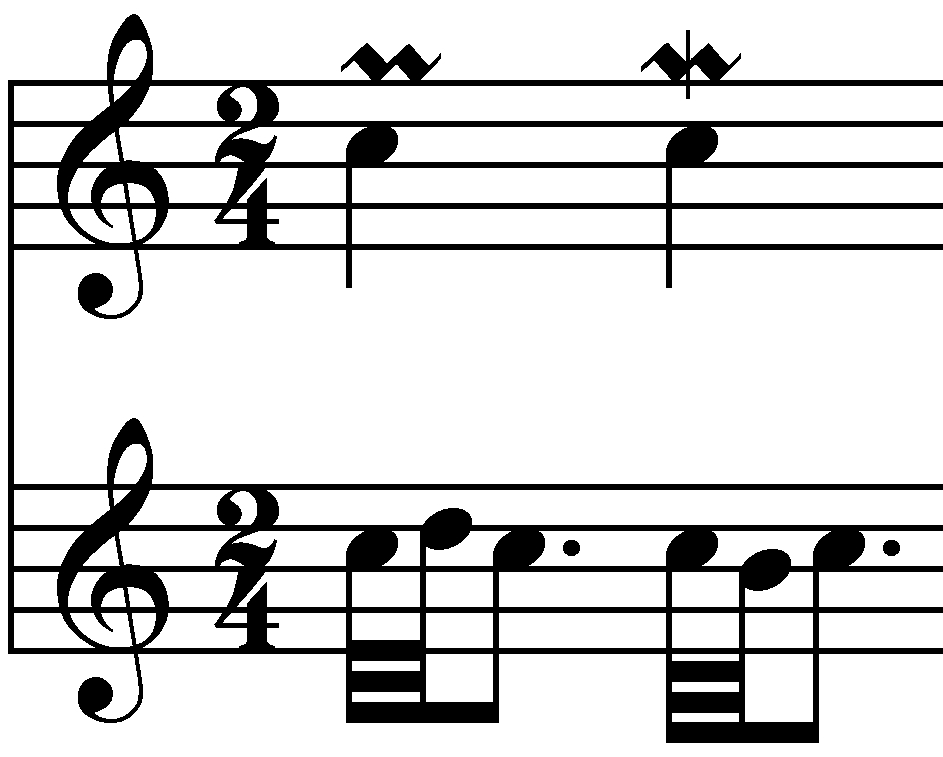
Mordenti semplici con risoluzioni.

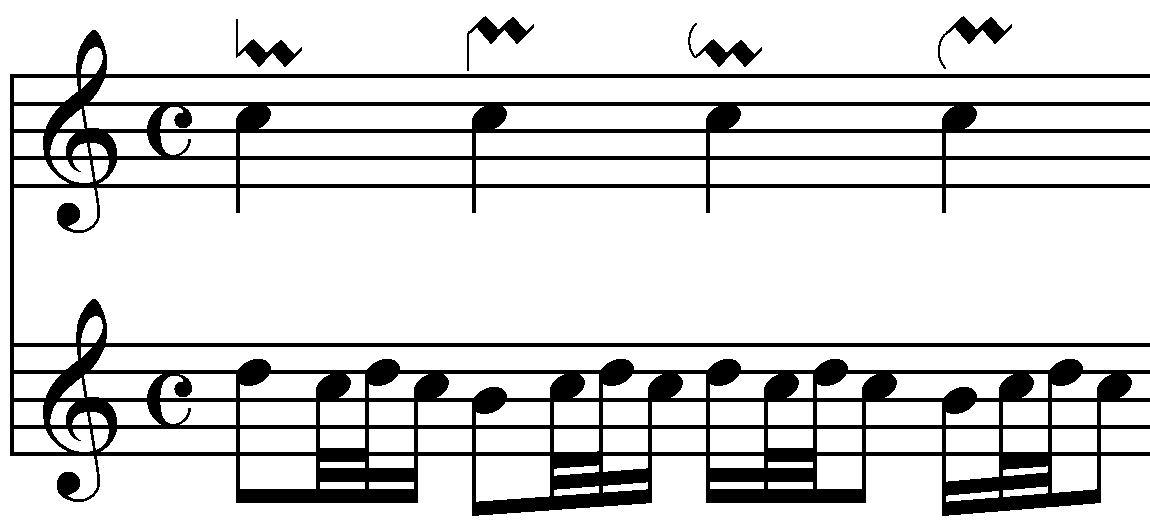
Risoluzioni con nota anteposta.

Il mordente è un abbellimento il cui effetto è la rapida alternanza di tre, quattro o cinque note, per grado congiunto. L'esecuzione è in genere effettuata con la figura che rappresenta l'unità di suddivisione di terzo grado nel tempo del brano, ciò non esclude che si possa eseguire anche con quella di quarto grado, soprattutto nei tempi lenti. Deve essere eseguito sempre in battere.
Il mordente può essere:
- semplice: il mordente è semplice quando le note ad alternarsi sono tre. Può essere superiore o inferiore:
  - superiore: la prima è la nota reale, sulla quale è posto il simbolo stesso del mordente; essa muove per grado congiunto alla nota successiva (secondo la disposizione diatonica) e poi nuovamente alla nota reale. Questo tipo di mordente non è mai stato usato nella musica barocca.[13]
  - inferiore: la prima è la nota reale, sulla quale è posto il simbolo stesso del mordente; essa muove per grado congiunto alla nota precedente (secondo la disposizione diatonica) e poi nuovamente alla nota reale.
- doppio: il mordente è doppio quando è costituito dall'unione di due mordenti, indipendentemente dal fatto che siano inferiori, superiori o di tipo diverso. L'effetto sarà una quartina o cinquina di note eseguite con la suddivisione di terzo grado sulla prima suddivisione della figura sulla quale è posto. Se la figura stessa è una suddivisione, il mordente la occuperà per intero (generando un trillo)

Sopra o sotto i mordenti è possibile trovare delle alterazioni (bemolle {\displaystyle \flat }, diesis {\displaystyle \sharp } o bequadro {\displaystyle \natural }) che si riferiscono alla seconda nota ausiliaria del mordente (e anche alla quarta nel caso di mordente doppio).
Appena prima del mordente ci può essere un'ulteriore nota ausiliaria superiore o inferiore che serve in genere per far sì che l'andamento della melodia non si interrompa. A seconda della durata di questa nota iniziale e dello stile con cui viene suonata esistono due varianti:
- una piccola linea verticale posta davanti al mordente significa che l'esecutore dovrà mettere un piccolo accento o perlomeno soffermarsi sulla nota ausiliaria: a seconda se la linea è posta al di sopra o al di sotto del mordente la nota ausiliaria sarà superiore o inferiore;
- una piccola linea verticale e ricurva verso l'esterno posta davanti al mordente significa che l'esecutore dovrà eseguire la nota ausiliaria senza soffermarsi troppo facendo se vuole un leggero rallentando: a seconda se la linea ricurva è posta al di sopra o al di sotto del mordente la nota ausiliaria sarà superiore o inferiore.

Nella musica moderna e romantica il mordente semplice può essere eseguito come se fosse una terzina.

### Trillo

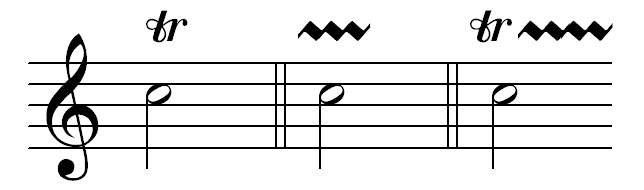
Segni grafici del trillo

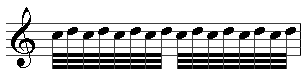
Esecuzione di un trillo diretto

Il trillo è il rapido alternarsi della nota reale con l'ausiliaria superiore (mai inferiore, a differenza del mordente), per grado congiunto. La durata di ogni nota dell'abbellimento è conforme all'andamento del brano (più lenta se in un Adagio e più veloce in un Allegro).
Secondo le convenzioni moderne (in uso a partire dalla fine del XVIII secolo) il trillo può essere:
- diretto: inizia con la nota reale;
- rovesciato: inizia con una nota ausiliaria (in genere un'acciaccatura) superiore o inferiore alla nota reale. Nelle musiche barocche veniva utilizzato come segno grafico un mordente che alla sua sinistra aveva un segnetto rivolto verso l'alto o verso il basso a seconda che la nota ausiliaria fosse superiore o inferiore;
- doppio: quando è eseguito contemporaneamente su due suoni in genere a distanza di terza maggiore o minore;
- con preparazione: quando ha alcune note di valore minimo prima dell'inizio del trillo dalla nota reale;
- con chiusura: quando alla fine del trillo ci sono alcune note prima della nota successiva a quella ornata;
- con alterazione: presenta un simbolo di alterazione (bemolle {\displaystyle \flat }, diesis {\displaystyle \sharp } o bequadro {\displaystyle \natural }) sopra al trillo e si riferisce alle note ausiliarie;
- posto su una nota puntata: il suo valore dura generalmente fino alla durata della nota reale escluso il punto;
- posto su due note legate: il suo valore dura generalmente fino alla durata della nota reale esclusa l'altra nota legata;
- misurato: è misurato con gruppi di note a seconda dell'andamento del brano che presenta figure ritmiche prestabilite;
- libero: in tutta la durata del trillo è possibile effettuare variazioni sullo stesso sia di velocità, che di intensità di suono che di interpretazione.

Nel caso che la nota successiva a quella abbellita sia dello stesso nome e suono di quella precedente si evita di ripetere la nota reale prima della nota successiva.
Il trillo è l'abbellimento di uso più frequente nelle cadenze delle frasi musicali in tutta la musica strumentale e vocale dei secoli XVII e XVIII. Gli esecutori non storicamente informati si scontrano spesso con l'interrogativo se il trillo, nella musica barocca, debba iniziare dalla nota reale o dalla nota superiore. Si ritiene correntemente che nello stile barocco il trillo debba cominciare dalla nota superiore, ma la questione è più sottile. Nella prima metà del XVII secolo, il trillo compare come una modalità di esecuzione del tremolo, e pertanto inizia dalla nota reale. La formula di cadenza che si afferma nella letteratura barocca successiva, tuttavia, consiste in un trillo preceduto da un'appoggiatura, generalmente superiore (e concluso da una o più notine di risoluzione). Questa forma di abbellimento, pertanto, inizia prevalentemente dalla nota superiore (che è in realtà l'appoggiatura preparatoria del trillo, e può essere anche molto lunga), o più raramente dalla nota inferiore, ma non dalla nota reale:
(Johann Joachim Quantz, Essai d'une methode pour apprendre à jouer de la flute traversiere, Berlin 1752, p.86)

### Arpeggio

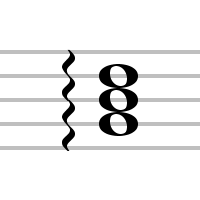
Arpeggio

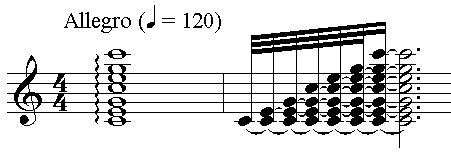
Arpeggio con note mantenute

Il termine arpeggio deriva dalla parola arpa, poiché è un abbellimento derivante dalla tecnica di questo strumento; è utilizzato negli strumenti a tastiera.
L'arpeggio, anche noto come arpeggiato o arpeggiamento, è un abbellimento che si applica a un accordo, detto quindi arpeggiato o spezzato, in cui le note vengono eseguite in successione più o meno rapida anziché simultaneamente. L'arpeggio viene suonato generalmente dalla nota più bassa a quella più alta; nel caso occorra suonarlo alla rovescia (viene allora detto rovesciato), ciò può essere indicato da una lineetta trasversale sull'accordo. Nel caso in cui la lineetta sia dal basso verso l'alto, l'andamento dell'arpeggio va dalla nota più grave alla più acuta; viceversa nel caso in cui la lineetta sia dall'alto verso il basso l'andamento dell'arpeggio va dalla nota più acuta alla più grave. Nel caso in cui non sia posto questo segno l'arpeggio può essere eseguito a libera interpretazione di chi lo suona, seguendo generalmente l'andamento della melodia.
Nelle partiture pianistiche se il segno dell'arpeggio si trova su tutti e due i pentagrammi (in chiave di basso e di violino) alla stessa posizione di una certa battuta ci possono essere due tipi di esecuzioni:
- le note dell'arpeggio devono essere eseguite una dopo l'altra partendo dalla chiave di basso fino a quella di violino (o viceversa) nel caso in cui il segno di arpeggio abbracci tutti e due i pentagrammi senza interrompersi;
- le note dell'arpeggio devono essere eseguite contemporaneamente sia sulla chiave di basso che su quella di violino (in modo ascendente o discendente) nel caso in cui il segno di arpeggio si interrompa tra i due pentagrammi.

Tra le varianti di esecuzione di un accordo, ce ne sono anche alcune riguardanti la durata delle singole note facenti parte dell'accordo. Le note dell'accordo infatti, oltre ad essere eseguite in successione, possono essere anche pizzicate, legate (e quindi non mantenute), o mantenute una dopo l'altra per tutta la durata dell'accordo. In genere se quest'ultima risoluzione ha una certa importanza l'autore lo specifica realizzando le note dell'accordo con legature di valore che si trascinano fino all'ultima nota.

### Glissando

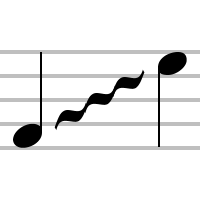
Notazione del glissando

Il glissando o glissato (dal francese glisser, "slittare, scivolare") consiste nell'innalzamento o nell'abbassamento costante e progressivo dell'altezza di un suono, ottenuto a seconda dei vari strumenti in diversa maniera.
Il glissando viene segnato facendo seguire alla nota iniziale una linea nella direzione voluta e corredata spesso dall'abbreviazione gliss.; a volte è utilizzata una linea a serpentina. Nella notazione per voce, inizialmente fu utilizzata una legatura non dissimile dalle legature di frase, ma limitata a due note adiacenti di altezze diverse.
Il glissando propriamente detto è quello che può produrre la voce umana, uno strumento ad arco come il violino (facendo strisciare il dito su una corda) o il trombone a coulisse; in questo caso, infatti, non si percepisce il passaggio fra le note perché la transizione avviene senza soluzione di continuità. Spesso, però, il termine glissando si applica anche ad alcuni effetti che vi si avvicinano, come quelli ottenibili con gli ottoni o anche con l'arpa e con i cordofoni a tasto. In realtà, l'arpa o il pianoforte non permettono di eseguire un "vero" glissando, dato che essi possono produrre solo note con intervalli (toni e semitoni) predefiniti.

### Tremolo

Tremoli su note singole

Tremoli su coppie di note

Il nome tremolo è usato per abbellimenti diversi a seconda degli strumenti che ne fanno uso. Generalmente consiste nella ripetizione molto rapida di una nota per la durata della nota stessa (a differenza del trillo, in cui si alterna la nota reale con quella superiore).
Il segno grafico del tremolo è dato da strisce spesse e oblique. Se si tratta di un tremolo eseguito sulla stessa nota allora il segno sta sul gambo della nota stessa, se il tremolo è eseguito con due note allora il segno viene posto tra le due; la notazione antica riguardo al tremolo eseguito con due note prevedeva anche che si mettessero le due note sotto forma di bicordo e poi che si applicasse il segno del tremolo sopra di esso.
Negli strumenti ad arco consiste nella veloce ripetizione della stessa nota e si ottiene con movimenti molto rapidi dell'arco in giù e in su. Questa tecnica fu usata per la prima volta nel Seicento da Claudio Monteverdi nel Combattimento di Tancredi e Clorinda (1624).
Sempre con gli archi è possibile applicare la tecnica del diteggiato, che consiste nel tremolo applicato a due diverse note ripetute su una stessa corda.
Gli strumenti a tastiera imitano il tremolo degli archi; fu molto usato nel XIX secolo. Il tremolo è simile al trillo e può essere anche qui eseguito su una singola nota o su due note che si ripetono ad un intervallo disgiunto (minimo una terza). Le note rapidamente alternate possono essere singole, bicordi o interi accordi. Il tremolo crea una sonorità piena ed è usato nei brani pianistici per imitare i massicci ripieni orchestrali (specie nelle riduzioni pianistiche e nelle trascrizioni, ma non solo) o per sostenere a lungo un'armonia. Già presenti nelle sonate di Beethoven, passaggi a tremolo furono molto usati nella musica pianistica romantica; un esercizio di tremolo pianistico è il brano n. 60 di "Hanon - Il pianista virtuoso". Celebri studi sul tremolo Franz Liszt sono lo studio n.1 dei 6 studi d'esecuzione trascendentale da Paganini e lo studio n.12 Chasse-neige dei 12 Studi d'esecuzione trascendentale, entrambi di Franz Liszt. Il tremolo su due note è spesso utilizzato anche nella musica moderna, per esempio nel blues.
Anche gli strumenti a fiato usano il tremolo che, quando è indicato su una sola nota, viene eseguito tramite la tecnica del frullato: questa tecnica consiste nel soffiare pronunciando contemporaneamente le consonanti "tr", "dr" o "vr" per far vibrare la parte anteriore della lingua oppure la consonante "r" (pronunciata come la "r" moscia francese) per far vibrare la parte posteriore della lingua.
La figura del tremolo era caratteristica anche nella musica vocale del XVII-XVIII secolo.

### Cadenza
Il termine cadenza, nella sua accezione di abbellimento, è usato per esprimere una successione veloce di note di uno o più accordi, dal carattere virtuosistico, che vengono eseguite solitamente prima della chiusura del brano.
La grafia delle note è a caratteri piccoli e l'esecuzione è liberamente interpretata dal suonatore. Può essere considerata simile alla fioritura in quanto rappresenta un riempimento tra una nota o un accordo e la nota o accordo successivo; può essere usata anche come abbellimento eseguito in contemporanea con un accordo alle ultime battute finali di un brano fino alla sua definitiva conclusione.
Oltre che per mettere in risalto le doti tecniche di un cantante o di uno strumentista, la cadenza serviva anche per rallentare un brano, per creare una sorta di pausa all'interno di una composizione.
Nel XVIII secolo era rappresentata da un punto coronato: il cantante o il musicista poteva sbizzarrirsi per tutta la durata della cadenza conformemente alla sua capacità di improvvisazione.
Jean-Jacques Rousseau nel suo Dictionnaire de musique" (1767) spiega così la cadenza:
L'uso smodato che ne facevano gli esecutori portò ben presto ad una trascrizione su carta della cadenza scritta dal compositore e non più liberamente interpretabile dall'esecutore. Il primo fu Gioachino Rossini che obbligò i cantanti ad eseguire esattamente ciò che trovavano scritto, abolendo così l'improvvisazione di tale abbellimento.
Lo stesso Rossini in una lettera del 1851 rivolta a Ferdinando Guidicini scrisse:
Era raro trovare abusi da parte degli strumentisti nelle cadenze, poiché quasi sempre queste erano riservate a strumenti solistici, i quali erano suonati dagli autori stessi.

### Fioritura

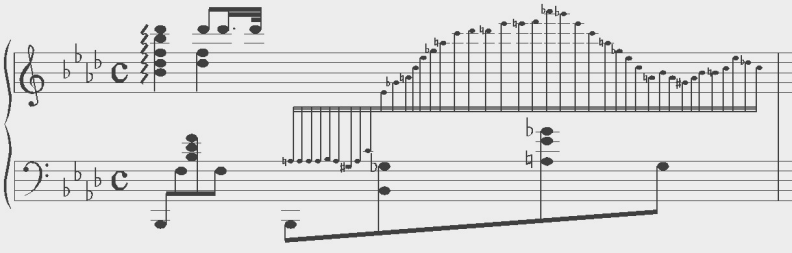
Fioritura dal concerto in Fa minore di Fryderyk Chopin (nella partitura a stampa le note della fioritura sono di dimensione inferiore allo standard)

La fioritura è una successione di note veloci, che non di rado contengono passaggi cromatici, inserita in qualsiasi punto del brano ed eseguita quasi improvvisando, senza rigide regole ritmiche.
L'origine della parola deriva probabilmente da florificatio vocis, da cui derivano anche il contrappunto fiorito e lo stile fiorito.
La fioritura può presentarsi come:
- una variazione della melodia che la precede;
- una nuova melodia autonoma;
- un passaggio ornamentale tra la melodia precedente e quella successiva.

L'impiego della fioritura assunse il suo massimo tra il XVII e il XVIII secolo anche se precedentemente fu usata anche da altri compositori come Claudio Monteverdi; durante questi due secoli la sua funzione era prevalentemente ornamentale e virtuosistica. Con il melodramma dell'Ottocento, in ambito vocale la fioritura assunse progressivamente una valenza drammaturgica, impiegata per marcare determinati stati psichici dei personaggi, quali l'euforia, la rabbia o la follia.
In ambito strumentale, l'uso della fioritura si incontra nel XIX secolo soprattutto nella letteratura pianistica.